# Helioceratops
Genre
Helioceratops est un genre de dinosaures cératopsiens primitif du Crétacé de Chine.